# Йозеф Цемп
Йозеф Цемп (нім. Josef Zemp; нар. 2 вересня 1834, Ентлебух — пом. 8 грудня 1908, Берн) — швейцарський політик. З 1863 по 1891 рік він був членом Великої ради кантону Люцерн, з 1871 по 1872 — членом Ради кантонів. У Національній раді засідав з 1872 по 1876 та з 1881 по 1891 роки. У грудні 1891 року Цемп був обраний до Федеральної ради як перший представник католицько-консервативної партії (нині — Центр). Він став першим членом швейцарського уряду, який не належав до досі єдиної правлячої ліберально-радикальної фракції. На час його каденції припадає націоналізація приватних залізничних компаній та заснування Швейцарських федеральних залізниць.

## Життєпис

### Навчання та кантональна політика
Він був найстаршим із одинадцяти дітей крамаря та судового писаря Йоста Цемпа і Марії Йозефи Маєр. Після початкової та середньої школи в Ентлебусі він навчався у гімназії в Люцерні. Згодом студіював право в Гайдельберзькому університеті Рупрехта-Карла та в Мюнхенському університеті Людвіга-Максиміліана. Цемп належав до католицько-консервативного студентського товариства AV Semper Fidelis Luzern, а 1857/58 роках був центральним президентом Швейцарського студентського союзу. Після здобуття докторського ступеня у 1859 році він повернувся до Ентлебуха і відкрив там адвокатську канцелярію. У 1860 році Цемп одружився з Філоменою Відмер з Еммена; у подружжя народилося 15 дітей. У 28 років, у 1863 році, його було обрано до Великої ради кантону Люцерн, де він перебував як член католицько-консервативної фракції (майбутньої Католицько-консервативної народної партії, пізніше ХДНП) аж до 1891 року.

### Федеральна політика
У січні 1865 року Цемп уперше балотувався на довиборах до Національної ради, але в окрузі Люцерн-Південь зазнав поразки від ліберала Йозефа Бухера. У липні 1871 року Велика рада обрала його одним із двох представників Люцерна в Раді кантонів, де він пробув лише півтора року. На виборах до Національної ради 1872 року його без опонентів обрали в окрузі Люцерн-Південний Захід. Від грудня 1872 до жовтня 1876 року, а також від грудня 1881 до грудня 1891 року він був депутатом Національної ради (на той час мандат у Національній раді вважався більш престижним).
Цемп швидко став однією з провідних постатей католицько-консервативної опозиції в парламенті та з 1880 по 1885 рік очолював її фракцію. На початку 1880-х років він намагався об'єднати незалежні католицько-консервативні об'єднання окремих кантонів у більш централізовану загальношвейцарську «Католицьку унію», однак ця спроба зазнала невдачі через кантональні інтереси (це вдалося лише у 1912 році). Разом з Йоганном Йозефом Кеелем та Мартіно Педрацціні він у 1884 році подав до парламенту пропозицію про часткову ревізію федеральної конституції. Це означало відхід від попередньої, домінуючої після Культуркампфу, обструкційної політики щодо ліберальної федерації та перехід фракції до більш реальнополітичного політичного курсу.
Зміна курсу змусила радикально-ліберальну коаліцію відмовитися від політики монопольного контролю над найвищими федеральними посадами та частіше шукати компроміси. Так, у 1887 році Цемпа як першого представника католико-консерваторів обрали президентом Національної ради. Після того, як населення і кантони 6 грудня 1891 року рішуче відхилили викуп Центральної залізниці, міністр пошти та залізниць Еміль Вельті негайно подав у відставку. Щоб уникнути урядової кризи, радикали й ліберали, які доти правили самостійно, запропонували католико-консерваторам одне місце у Федеральній раді, тим самим відмовившись від свого монопольного права на представництво. Після цього фракція висунула Цемпа офіційним кандидатом. 17 грудня він отримав у першому турі 129 із 154 дійсних голосів, ще 25 голосів було віддано за різних інших осіб. Обрання Цемпа до Федеральної ради змусило католико-консерваторів відмовитися від суто опозиційної політики та взяти на себе урядову відповідальність, що викликало різку критику з боку частини фракції.

### У Федеральній раді
На початку 1892 року Цемп очолив Департамент пошти та залізниць, хоча ще як парламентарій виступав проти націоналізації залізниць. Однак на урядовій посаді він змінив свою позицію після того, як католико-консерватори у 1894 році зазнали поразки з народною ініціативою, що передбачала передачу частини митних надходжень кантонам. Він розцінив це як сигнал до відходу від суворо федералістської політики католико-консерваторів. Розроблений Цемпом закон про регулювання бухгалтерського обліку залізниць витримав референдум 4 жовтня 1896 року. Проти ухваленого на цій основі закону про викуп залізниць різко виступило антиетатистське крило католицько-консервативної фракції, яке знову ініціювало референдум. Проте 20 лютого 1898 року народ схвалив проєкт із великою більшістю голосів. Цемп прокоментував це так: «Ми залишилися федералістами, але ми стали реальними політиками й залишимося ними».
Це відкрило шлях до поступової націоналізації найважливіших приватних залізниць. Кашпар Декуртінс дорікав, що Цемп «забув усе своє минуле» й «з усім добром перейшов до радикального табору». Проте він не зважав на критику та розпочав необхідні кроки для переведення в державну власність Швейцарської центральної залізниці, Швейцарської північно-східної залізниці, Об'єднаних швейцарських залізниць і Юрсько-Сімплонської залізниці. Зрештою, 1 січня 1902 року були засновані Швейцарські федеральні залізниці. Того ж року Цемп вдруге став федеральним президентом і на один рік очолив Політичний департамент (у 1895 році звичний принцип ротації було призупинено). На його президентський рік припало завершення будівництва Федерального палацу в Берні; йому також довелося владнувати дипломатичні непорозуміння з Італією після публікації антиіталійської статті в женевській анархістській газеті.
У своєму профільному департаменті Цемп також відповідав за пошту, телефон і телеграф. Технологічний прогрес у цих сферах вимагав нових законодавчих норм. Якщо запровадження центральноєвропейського часу в 1894 році викликало суперечки, то Федеральний закон про організацію телефонної та телеграфної адміністрації, ухвалений 1907 року, не мав опонентів. Під керівництвом Цемпа зведено численні репрезентативні поштові будівлі. Також він підготував проєкт перегляду поштового закону, завершений уже у 1910 році його наступником. Через проблеми зі здоров'ям Цемп подав у відставку 17 червня 1908 року. Чотири з половиною місяці по тому він помер у віці 74 років.